# Natriumfenylbutyraat
Natriumfenylbutyraat is het natriumzout van 4-fenylboterzuur. Het is een weesgeneesmiddel en wordt gebruikt voor de behandeling van hyperammonemie waarbij er een verhoogd stikstofgehalte in het bloed optreedt. Dit kan het gevolg zijn van ureumcyclusstoornis, een stofwisselingsziekte als gevolg van een tekort aan enzymen in de ureumcyclus. De deficiënte enzymen kunnen carbamylfosfaat synthetase, ornithine transcarbamylase of argininosuccinaat synthetase zijn.
Natriumfenylbutyraat helpt om stikstof uit het lichaam te verwijderen door een verhoogde glutamine uitscheiding. Het wordt in het lichaam afgebroken tot fenylacetaat. Fenylacetaat combineert met het aminozuur glutamine tot een stikstofhoudende verbinding fenylacetylglutamine, die door de nieren uitgescheiden wordt in de urine. Daardoor vermindert het stikstofgehalte in het lichaam.
Natriumfenylbutyraat is als prodrug geregistreerd als Ammonaps van Orphan Europe SARL uit Zweden en Pheburane van Lucane Pharma uit Frankrijk. Het wordt in lever en nier omgezet in het actieve fenylacetaat. Circa 80% van het toegediende 4-fenylboterzuur
wordt in 24-uursurine teruggevonden als fenylacetylglutamine. Dit betekent dat toediening van
4-fenylboterzuur effectief de stikstofuitscheiding kan bevorderen.